# 趙姫 (前漢)
趙姫（ちょうき、紀元前3世紀? - 紀元前198年）は、前漢の女性。姓および諱は共に不明。

## 略歴
元々は張敖の妾の一人であったが、紀元前199年に高祖劉邦に献上された。劉邦とのあいだに子（劉長）を身籠ったが、張敖の家臣の貫高らの謀反に連座されて、呂后（呂雉）により逮捕され、投獄された。
彼女の弟の趙兼（周陽由の父）は、呂后に仕えた審食其に嘆願して、助命したがこれを聞いた呂后は怒って拒絶し、審食其もこれ以上のことはせずに放置した。そのために、彼女は絶望して男子を出産直後に自殺した。
この男子は長と名付けられて、呂后の下で育てられた。紀元前196年に淮南王英布が反乱を起こすと、父劉邦から淮南王に封じられた。長じて、自分の生い立ちに関して、審食其が生母を助命しなかったと聞いて、彼を恨むようになった（以降は劉長の項を参照）。